# Sulcia orientalis
Sulcia orientalis är en spindelart som först beskrevs av Kulczynski 1914.  Sulcia orientalis ingår i släktet Sulcia och familjen Leptonetidae. Inga underarter finns listade i Catalogue of Life.